# Eugen Oskar Kossmann
Eugen Oskar Kossmann (* 16. Dezember 1904 in Ruda-Bugaj bei Aleksandrów Łódzki; † 20. Februar 1998 in Marburg), oft nur verkürzt Oskar Kossmann genannt, war ein deutsch-polnischer Historiker, Geograph, Ostforscher und Diplomat.

## Leben
Kossmann legte sein Abitur am Lodzer Deutschen Gymnasium ab, eine bei ethnisch deutschen Polen und Auslandsdeutschen beliebte Einrichtung. Im Jahre 1922 begann er ein Studium der Geschichte und Geographie. Er studierte an den Universitäten Tübingen, Krakau, Warschau und Wien. Erste Veröffentlichungen von ihm zur Geschichte des Lodzer Raumes erschienen bereits 1924 in Lodzer Zeitungen. Im September 1928 wurde er Geographielehrer an seiner ehemaligen Schule, verlor aber nach vier Jahren seine Lehrerlaubnis, weil er an deutschen Universitäten studiert hatte. Im Jahre 1932 promovierte er an der Universität Krakau mit der Dissertation „Geographie der Stadt Lodz“ (Geografia miasta Łodzi).
Nach Entzug der Lehrerlaubnis war Kossmann neun Monate lang arbeitslos und machte in dieser Zeit Bekanntschaft mit dem Kreis um Alfred Lattermann in Poznań. Auf dem Dezembertreffen der Nord- und Ostdeutschen Forschungsgemeinschaft (NOFG) 1934 in Danzig sprach Albert Brackmann ihn an. Doch war Brackmann sich im Unklaren, ob Kossmann politisch zuverlässig war, und ließ sich dies erst von Kurt Lück bestätigen. Im August 1936 rekrutierte ihn Johannes Papritz im Auftrag Brackmanns für die sogenannte „Publikationsstelle“(PuSte), die der NOFG eng verbunden war. Kossmann leistete den Treueeid auf den Führer, bekam fortan ein Stipendium der NOFG von 250 Reichsmark und den Auftrag, über deutsche Siedlungen in Mittelpolen zu forschen.
Kossmann wurde wegen seiner Sprachkenntnisse (Polnisch und Russisch fließend, außerdem Tschechisch) unentbehrlich bei der Auswertung polnischer Medien und wissenschaftlicher Neuerscheinungen. Ab April 1938 war er fest angestellter wissenschaftlicher Referent der PuSte beim Preußischen Geheimen Staatsarchiv in Berlin-Dahlem. Er veröffentlichte siedlungsgeographische Beiträge in den Fachzeitschriften Jomsburg und „Deutsches Archiv für Landes- und Volksforschung“. Zum Militärdienst wurde er nie eingezogen.
Kossmann wurde mit Bibliothek und Archiv der PuSte schließlich aus Berlin evakuiert und erreichte über Zwischenstationen Coburg.
Peter-Heinz Seraphim versuchte, seine Kontakte zu amerikanischen Stellen zu nutzen, um das Archiv der PuSte nach Kriegsende in Deutschland zu halten. Er kontaktierte Papritz und Kossmann im CIC-Lager Oberursel, um die Bestände zu inventarisieren. Damit waren diese beiden im Sommer 1947 gegen Honorar beschäftigt. Der sich daraus ergebende rege Kontakt mit Seraphim ebnete Kossmann den Weg für seine Berufstätigkeit in der Bundesrepublik.
Nachdem er eine Anstellung im Stuttgarter „Büro für Friedensfragen“ gefunden hatte, trat Kossmann 1949 in den Dienst des Auswärtigen Amtes. 1950 war er als Ostreferent der Regierung Adenauer tätig. Er vertrat die Bundesrepublik Deutschland als Diplomat in Kopenhagen, Wien und Paris.

## Veröffentlichungen
- Das alte deutsche Lodz auf Grund der städtischen Seelenbücher. In: Deutsche wissenschaftliche Zeitschrift für Polen. Nr. 30, 1936, ZDB-ID 517928-2, S. 21–47.
- Die deutschrechtliche Siedlung in Polen. Dargestellt am Lodzer Raum (= Ostdeutsche Forschungen. 8, ZDB-ID 528069-2). Hirzel, Leipzig 1937.
- Stammesspiegel deutscher Dörfer in Mittelpolen. In: Jomsburg. Band 1, Nr. 3, 1937, ZDB-ID 400083-3, S. 329–342.
- Die Anfänge des Deutschtums im Litzmannstädter Raum. Hauländer- und Schwabensiedlung im östlichen Wartheland (= Deutsche Gaue im Osten. 11, ZDB-ID 530877-X). Hirzel, Leipzig 1942.
- Warum ist Europa so? Eine Deutung aus Raum und Zeit. Hirzel, Stuttgart 1950.
- Lodz. Eine historisch-geographische Analyse (= Marburger Ostforschungen. 25, ISSN 0542-6537). Holzner, Würzburg 1966.
- Ein Lodzer Heimatbuch. Geschichte und Geschichten aus Stadt und Land. Hilfskomitee der Ev.-Luth. Deutschen aus Polen, Hannover 1967.
- Polen im Mittelalter. 2 Bände. Johann-Gottfried-Herder-Institut, Marburg/Lahn 1971–1985;
  - Band 1: Beiträge zur Sozial- und Verfassungsgeschichte. 1971;
  - Band 2: Staat, Gesellschaft, Wirtschaft im Bannkreis des Westens. 1985, ISBN 3-87969-185-1.
- Die Deutschen in Polen seit der Reformation. Historisch-geographische Skizzen. Siedlung, Sozialstruktur, Wirtschaft. Mit den Original-Aussagen der Zeitgenossen. Johann-Gottfried-Herder-Institut, Marburg/Lahn 1978, ISBN 3-87969-141-X.
- Deutsche mitten in Polen. Unsere Vorfahren am Webstuhl der Geschichte. Westkreuz, Berlin u. a. 1985, ISBN 3-922131-39-5.
- Es begann in Polen. Erinnerungen eines Diplomaten und Ostforschers. Verlag Nordostdeutsches Kulturwerk, Lüneburg 1989, ISBN 3-922296-48-3 (2. Auflage. Koch – Abt. Hitzeroth, Marburg 1995, ISBN 3-924269-66-1).